# 금강앵무
금강앵무(金剛鸚鵡, 영어: macaw)는 꼬리가 길고 화려한 신세계앵무새(neotropical parrot)이다.

## 생태
수많은 앵무과의 속 중에 Ara, Anodorhynchus, Cyanopsitta, Primolius, Orthopsittaca, Diopsittaca의 여섯 속이 금강앵무로 분류된다. 이전에는 Primolius의 구성원들이 Propyrrhura에 분류되었지만 ICZN의 규칙에 따라 정정되었다. 금강앵무는 멕시코와 중앙아메리카, 남아메리카에 서식하며, 예전에는 카리브해에도 서식했다. 대부분 우림에 서식하지만, 삼림이나 사바나와 비슷한 서식지를 선호하는 종도 있다.
비율적으로 큰 부리와 긴 꼬리, 상대적으로 털이 적고 색상이 밝은 가운데의 (얼굴 부위) 영역을 통해 금강앵무를 구별할 수 있다. 어떤 종은 얼굴 부위가 작으며, 부리의 밑동 부근의 the facial patch is smaller in some species and limited to a yellow patch around the eyes and a second patch near the base of the beak in the members of the genus Anodorhynchus. 금강앵무의 얼굴의 깃털 무늬는 지문처럼 개체마다 고유한 특성을 띈다.
제일 큰 편에 속 금강앵무는 히아신스금강앵무, 방울금강앵무, 홍금강앵무다. Cyanopsitta, Orthopsittaca, Primolius에 속하는 금강앵무는 상대적으로 크기는 하지만 Anodorhynchus, Ara에 속한 금강앵무보다는 상당히 작다. 금강앵무 중에서 제일 작은 붉은어깨금강앵무는 Aratinga에 속한 몇몇 잉꼬보다 크지 않다.
금강앵무는 다른 앵무새, 왕부리새, 딱다구리처럼 첫 번째, 네 번째 발가락이 뒤를 향하는 대지족이다.

## 분류학적 순서에 따른 하위종
멸종했거나 심각한 위험에 처한 종을 포함하여 19종의 금강앵무가 있다. 이에 더해 굉장히 저조한 증거에 기반해 제안된 가상의 멸종한 종들도 몇몇 존재한다.
- Anodorhynchus
  - 글라코스금강앵무, Anodorhynchus glaucus (거의, 또는 완전히 멸종함)
  - 히아신스금강앵무, Anodorhynchus hyacinthinus
  - 남금강앵무, Anodorhynchus leari
- Cyanopsitta
  - 스픽스금강앵무, Cyanopsitta spixii (야생에서는 멸종)

- 큰앵무속 (Ara)
  - 청금강앵무, Ara ararauna

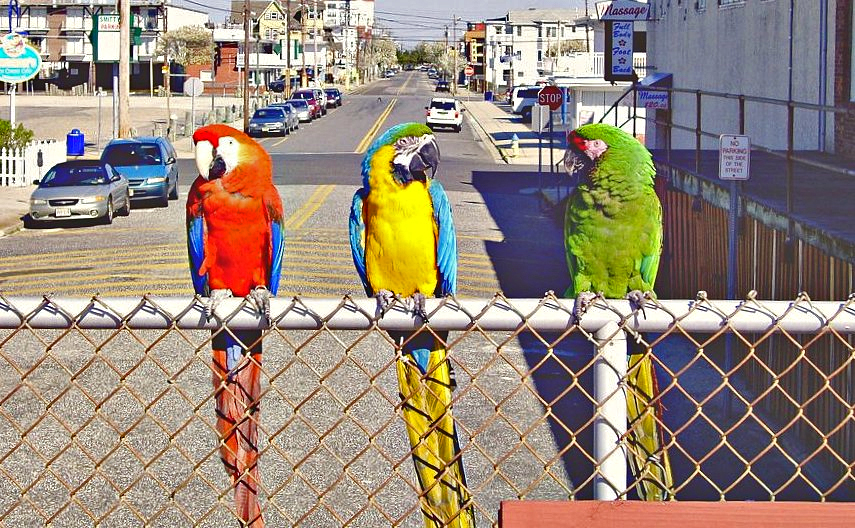
좌에서 우로: 홍금강앵무, 청금강앵무, 군대앵무

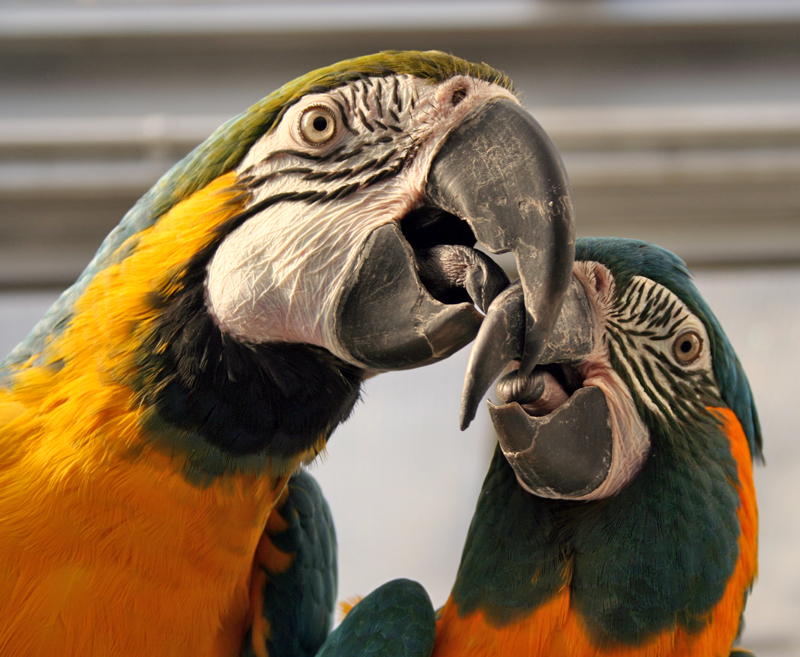
청금강앵무 (좌) 와 푸른목금강앵무 (우)

  - 청깃금강앵무, Ara glaucogularis
  - 군대금강앵무, Ara militaris
  - 방울금강앵무, Ara ambiguus
  - 마코금강앵무, Ara macao
  - 홍금강앵무, Ara chloropterus
  - 붉은뺨금강앵무, Ara rubrogenys
  - 쇠금강앵무, Ara severa
  - 쿠바홍금강앵무, Ara tricolor (멸종)
  - 성크루아금강앵무, Ara autochthones[7] (멸종)
- Orthopsittaca
  - 붉은배금강앵무, Orthopsittaca manilata
- Primolius 
  - 푸른머리금강앵무, Primolius couloni
  - 일리거금강앵무, Primolius maracana
  - 쇠노랑목도리금강앵무, Primolius auricollis
- Diopsittaca
  - 붉은어깨금강앵무, Diopsittaca nobilis

### 가설상의 멸종한 종
몇몇 금강앵무에 속한 가설상의 멸종한 종들이 미미한 증거에 기반해 상정되어왔으며, 어쩌면 어느 섬으로 진출한 후에 개별적인 종으로 잘못 이해된 어떤 앵무새의 아종이나 유사 종일 수 있다.
- 마르티니크금강앵무 Ara martinica, 로스차일드, 1905
- 소앤틸리스금강앵무, Ara guadeloupensis, 클라크, 1905
- 붉은머리금강앵무, Ara erythrocephala, 로스차일드, 1905
- 자메이카금강앵무, Ara gossei, 로스차일드, 1905
- 도미니카금강앵무, Ara atwoodi, 클라크, 1905

## 멸종과 보존 현황

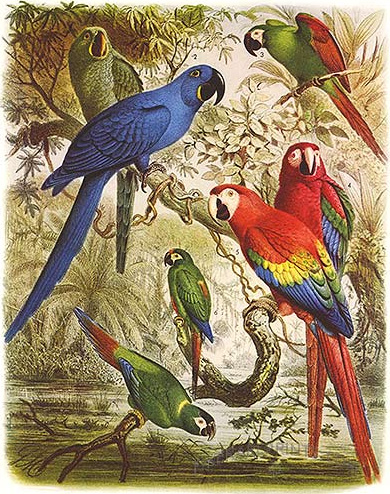
유리금강앵무 (히아신스금강앵무 뒤) 와 다른 금강앵무들

대부분의 금강앵무는 현재 위험에 처해있으며 몇몇은 멸종했다. 스픽스금강앵무는 이제는 야생에서는 멸종했을 것이다. 글라코스금강앵무도 아마 멸종했으며, 20세기의 두 개의 믿을만한 목격담만이 남아있다. 금강앵무의 개체수를 위협하는 제일 큰 문제는 급격한 삼림파괴 비율과, 조류 판매를 위한 불법 포획이다. 미국 남서부의 선사시대의 아메리카 원주민은 "깃털 농장"이라고 알려진 시설에서 금강앵무를 길렀다.
모든 금강앵무 종의 국제무역은 멸종위기에 처한 야생동·식물의 국제거래에 관한 협약(CITES)에 의해 규제된다. 마코금강앵무와 같은 어떤 종들은 Appendix I으로 분류되어있으며 상업적인 목적으로 거래하는 것은 불법이다. 붉은어깨금강앵무와 같은 다른 종들은 Appendix II로 분류되어있으며 손상 없는 포획, 수입 상한의 지정, 수입 허용의 문제 제기와 같은 특정한 통제 하에 상업적으로 거래될 수 있다.

## 잡종
금강앵무는 때때로 애완동물 무역을 위해 이종교배된다.
조류사육가들은 여타의 사육되는 금강앵무와 다른 앵무새들이 따르는, 수컷이 암컷보다 많다는 일반적인 경향과는 달리 청금강앵무는 암컷이 수컷보다 많다고 말해왔다. 이는 왜 청금강앵무가 제일 흔하게 이종교배되는 금강앵무인지, 왜 금강앵무를 이종교배하는 유행이 있는지를 설명할 수 있다. 흔한 금강앵무 잡종으로는 할리퀸(청금강앵무 × 홍금강앵무), 황금군대(청금강앵무 × 군대금강앵무), 호주에서는 레인보우라고 알려진 카타리나(청금강앵무 × 마코금강앵무)가 있다. 이에 더해 일반적이진 않지만 명백히 건강한, 히아신스금강앵무와 몇몇 더 큰 Ara 금강앵무 간의 속간잡종 또한 때때로 사육되는 것이 목격된다.

## 식성과 진흙 핥기

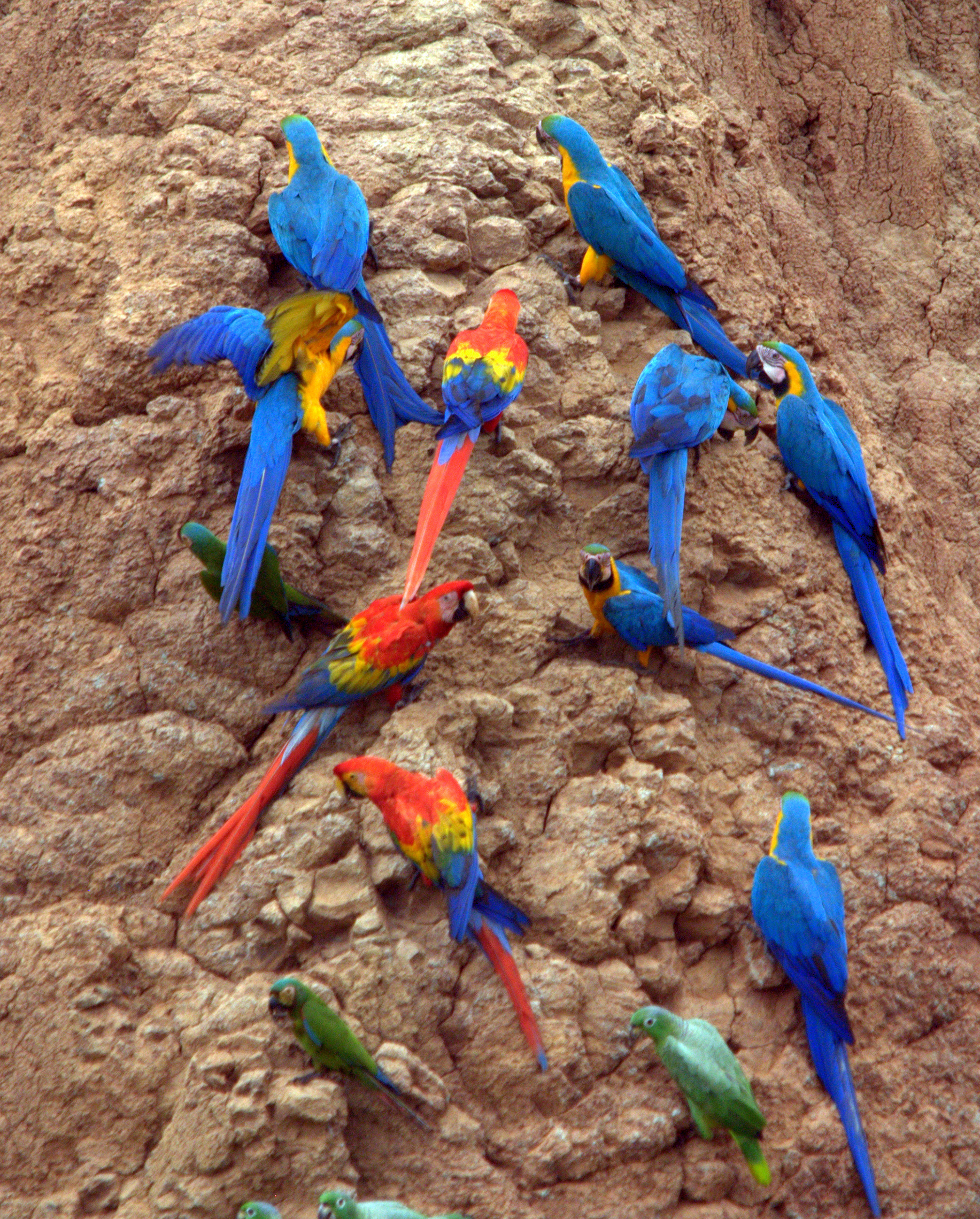
페루의 탐보파타 국립자연보호지구에서 진흙을 핥는 금강앵무와 가루아마존앵무

금강앵무는 씨앗, 견과류, 과일, 야자, 이파리, 꽃, 나무줄기 등의 다양한 음식을 섭취한다. 청금강앵무, 방울금강앵무 등의 대형 야생종은 제철음식을 찾기 위해 100 km 이상의 영역을 탐색하기도 한다.
어떤 지역에서 금강앵무가 섭취하는 음식 중 일부는 금강앵무가 소화할 수 있는 독소나 부식성 물질을 함유한다고 알려져 있다. 아마존 유역에 서식하는 앵무새와 금강앵무가 이러한 독소를 중화시키기 위해 강둑에 드러난 진흙을 섭취한다는 가설이 있다. 아마존 서부에서는 수백 종의 금강앵무와 앵무새가 비오는 날을 제외하면 거의 매일같이 진흙을 섭취하기 위해 진흙이 드러난 강둑으로 내려온다. 페루의 탐보파타 연구센터(Tambopata Research Center, TRC)에서 진행 중인 탐보파타 금강앵무 프로젝트의 수석연구원인 '도널드 브라이트스미스'는 페루의 앵무새들의 진흙 섭취 행동을 연구해왔다. 그와 동료들은 금강앵무가 핥는 진흙은 핥지 않는 진흙에 비해 양이온 교환 용량(독성을 흡수하는 능력)이 딱히 높지 않으므로 앵무새가 음식의 독성을 중화시키기 위해 진흙을 섭취할법하지 않다는 것을 보였다. 오히려 금강앵무와 다른 조류, 동물들은 나트륨을 섭취하기 위해 진흙을 먹는 것이었다. 나트륨은 필수 영양소이지만, 대양에서 100 km 이상 떨어진 환경에서는 얻기 힘들다. 남아메리카 전역에서 진흙을 핥는 현상이 일어나는 지역의 분포는 이러한 가설을 뒷받침한다 – 제일 크고 많은 종들이 대양의 영향력에서 멀리 떨어진 아마존 분지의 서부에서 열심히 진흙을 핥는다. 소금(염화나트륨)이 풍부한 대양의 분말은 해양 근방의 환경에 분포하는 나트륨의 주요 원천이며, 내륙으로 들어갈수록 극적으로 줄어든다.
금강앵무가 진흙을 먹는 행동은 아마존 지역 서부 외에서는, 설령 해당 지역의 금강앵무들이 독성 수액을 함유한 자빌로나무Hura crepitans의 씨앗 등의 독성 음식을 섭취하더라도 발견되지 않는다. 이러한 씨앗을 좀 더 선호하여 체내에 더 많은 독성을 흡수할 앵무새 종류는, 식단에 꽃과 과일을 더 많이 포함시키는 앵무새 종류보다 진흙을 더 많이 섭취하지 않는다.
TRC에서 수행된 연구는 진흙을 핥는 습성과 자식 양육 기간 사이의 상호관련성을 보여주었다. 둥지의 새끼새들의 모이주머니 샘플들의 구성성분은 부모에게서 받아먹은 진흙의 높은 비율을 보여준다. 알의 발달을 위한 칼슘을 섭취하기 위해서라는 또다른 가설은, 금강앵무는 알을 품은 후에 흙을 쪼기 때문에 이 기간 동안의 토식의 이유로 보이지 않는다.
또다른 이론으로는 이 새들이 다른 초식동물처럼 비타민B12이라고 알려진 코발라민을 진흙을 섭취하여 흡수한다는 것이다.

## 사진

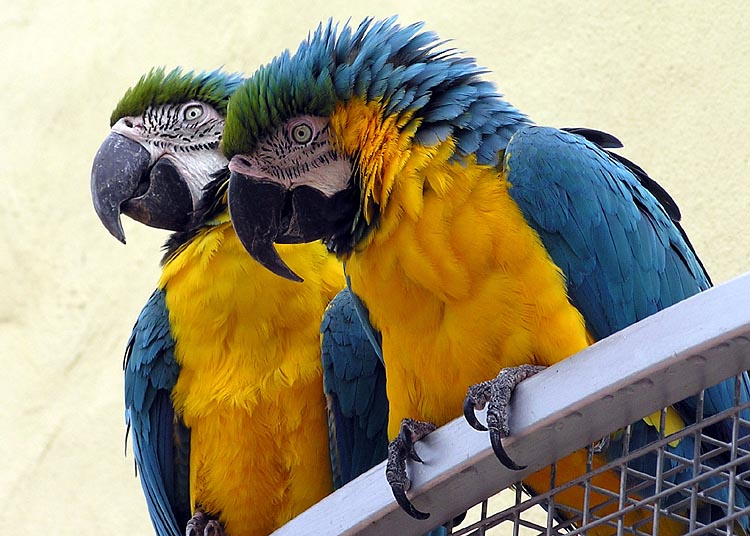
청금강앵무 (Ara ararauna)
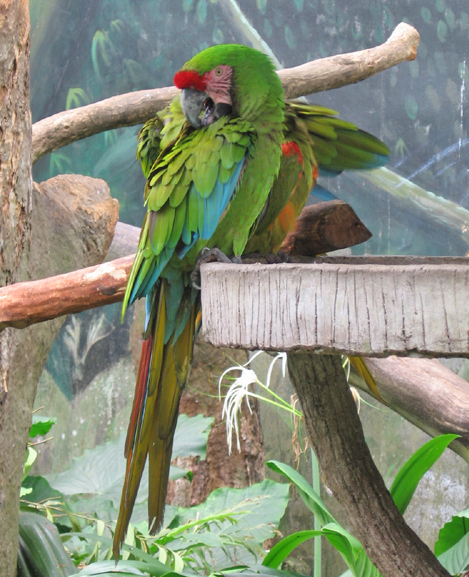
군대금강앵무 (Ara militaris)
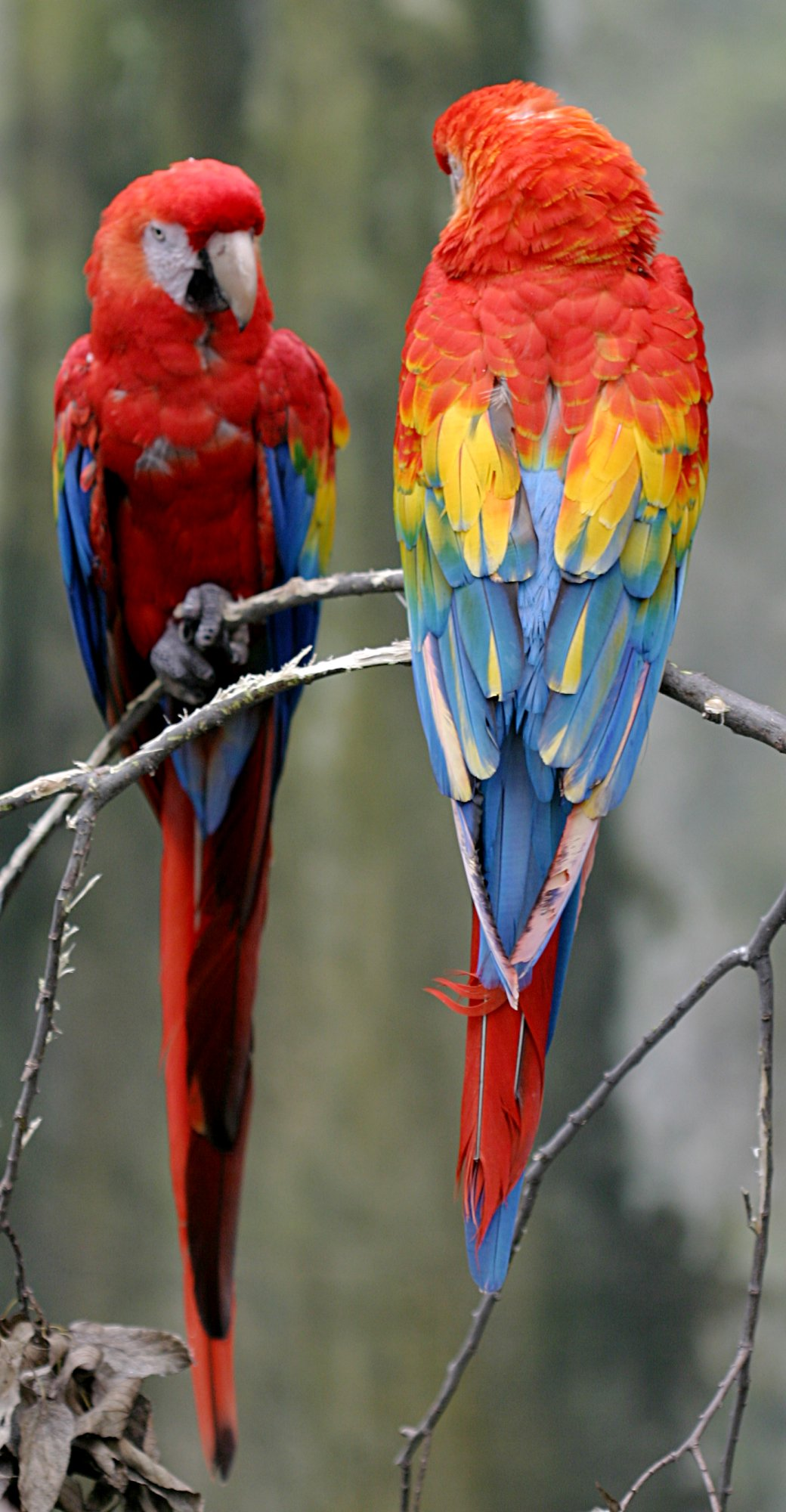
윙컷을 한 홍금강앵무 (Ara macao)
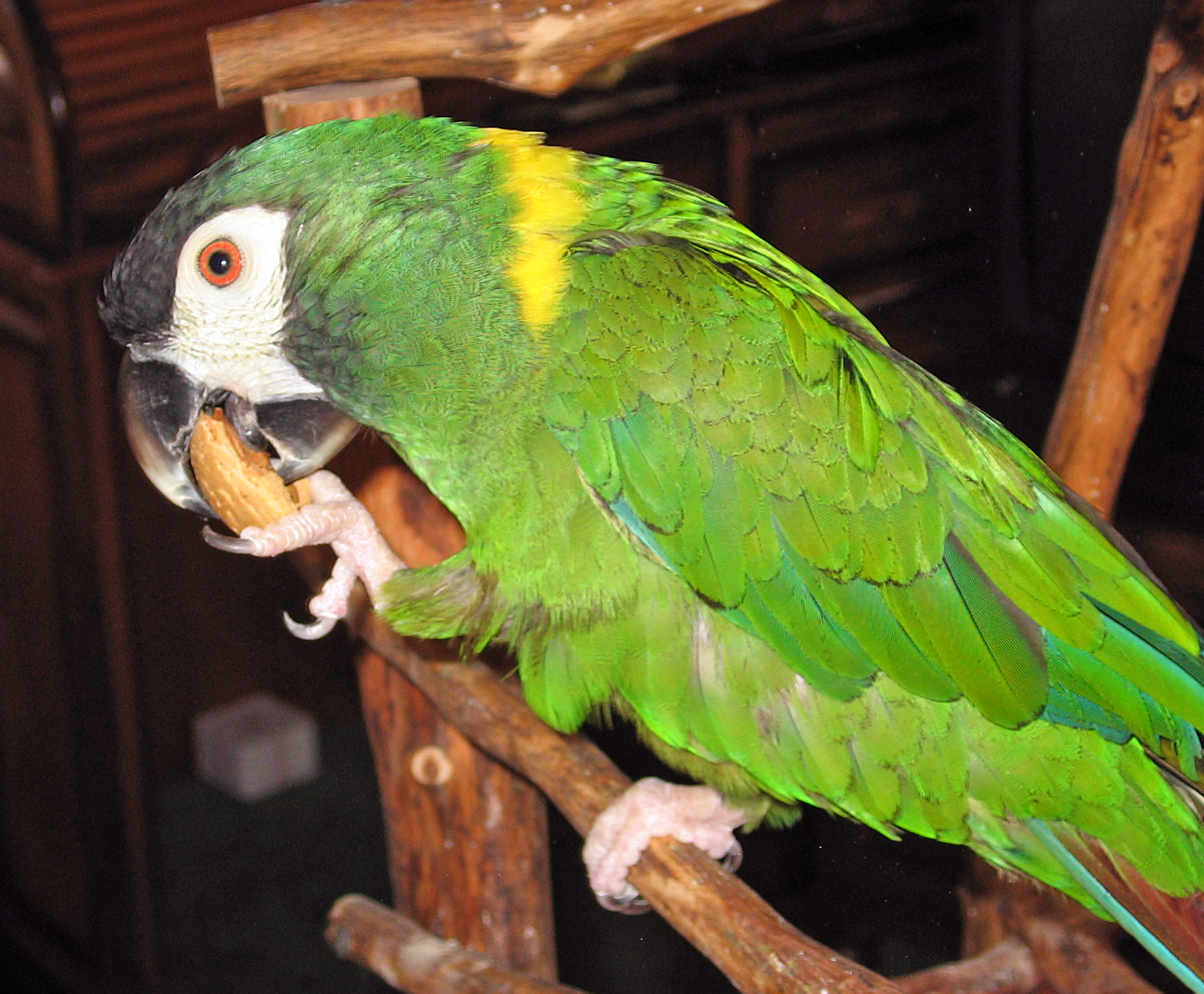
노랑깃금강앵무 (Primolius auricollis)
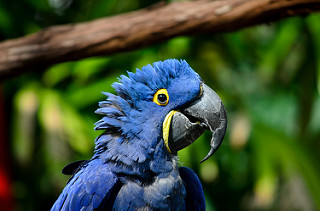
히아신스금강앵무